# Barałki
Barałki (ros. Баралки) – auł w Rosji, w Karaczajo-Czerkiesji, w rejonie adygie-chablskim. W 2010 liczył 348 mieszkańców.